# Pierre de Corneillan
Pierre de Corneillan fou el 28è Orde de l'Hospital entre 1453 i 1455.
Va haver de fer front a les pretensions del papa Innocenci IV que volia que l'orde abandonés  Rodes i es traslladés més a prop de Palestina. També va haver de fer front als atacs dels mamelucs.